# 韓国の地下鉄
韓国の地下鉄（かんこくのちかてつ）では大韓民国で運用されている地下鉄に関して詳述する。2017年現在、韓国ではソウル特別市と5つの広域市（仁川広域市・釜山広域市・大邱広域市・光州広域市・大田広域市）、3つの道（京畿道、慶尚南道、慶尚北道）で地下鉄が運行されている。

## 概要
いずれの都市の路線も、鉄輪式の路線は標準軌で建設されている。このため比較的車両幅が広く定員が大きいが、ラッシュ時には過度な車内混雑や過密輸送が見られる。また、各都市とも全駅へのホームドア設置が完了している。
ソウル特別市や京畿道、釜山広域市などでは公共バスと共通の非接触型ICカード方式の乗車カードであるTマネーやEZLなどが導入されており、クレジットカード型のほか、キーホルダー型のものや携帯電話と一体型の乗車券も用いられている。
韓国の鉄道は左側通行だが、都市鉄道は原則として右側通行と定められている（都市鉄道建設規則第5条、都市鉄道運転規則第36条）ため、地下鉄も基本的に右側通行（KORAIL一山線を含む）となっている。ただし、ソウル交通公社の1号線のみはKORAILと同様に左側通行となっている。また、4号線も果川線・安山線に乗り入れるが、南泰嶺駅と果川線ソンバウィ駅の間（トンネル内）で立体交差により通行方向が入れ替わる。
電化方式はいずれの都市の路線も直流電化（1,500 V、釜山都市鉄道4号線・仁川都市鉄道2号線は750V）であるが、広域電鉄の路線は一山線を除いてすべて交流電化（25,000V）となっており、地下鉄との境界にデッドセクション（無電流区間）が設けられている。
番号を使って「○号線」という呼び名を使っている路線が多い。
なお、1990年に制定された「都市鉄道法」において、地下鉄の他にモノレールや新交通システムなどを含めた交通機関を「都市鉄道」としているため、「地下鉄」の名称を「都市鉄道」に変更する事業者が相次ぎ、2011年に仁川メトロが合併により社名を変更して以降、2019年現在は事業者名で「地下鉄」の名称を使用している例はなく、一部案内で用いられる程度となっている。

## ソウル特別市の地下鉄
韓国では、朴正煕が軍事クーデターによって大統領に就任してから軍事独裁政権となっていた。その反面、1960年代から漢江の奇跡と呼ばれる高度経済成長を遂げ、ソウル首都圏を中心に人口が集中するようになった。そこで、大量に通勤輸送できる公共交通機関が重要となり、韓国国外の鉄道技術の導入を検討していた。よど号ハイジャック事件の余波によって日本の技術を韓国側に提供する事が政治的に決定し、1974年8月15日に韓国初の地下鉄路線であるソウル地下鉄1号線が開業した。ちなみに、北朝鮮の平壌地下鉄は前年の1973年に開業している。
その後30年間で地方都市にも地下鉄が整備され、世界有数の地下鉄保有国となった。ソウル特別市と釜山広域市にあった路面電車はそれに先だってモータリゼーションの進展のため、1968年に双方とも全廃されており、2017年現在、韓国で商用に運用される路面電車は存在しないが、大田都市鉄道2号線など軽量軌道交通の整備計画はある。

### ソウル特別市の地下鉄路線一覧

#### 首都圏電鉄・ソウル地下鉄
- 韓国鉄道公社（広域電鉄）
  - ●京元線・京釜線・京仁線・長項線の広域電鉄区間（広域電鉄1号線）
  - ●京義線・龍山線・京元線・中央線の広域電鉄区間（広域電鉄京義・中央線）
  - ●京春線（忘憂線と京春線を直通運転する運行系統）
  - ●一山線（広域電鉄3号線）
  - ●果川線・安山線（広域電鉄4号線）
  - ●盆唐線
  - ●水仁線
- ソウル交通公社
  - （旧：ソウル特別市地下鉄公社→ソウルメトロ）
    - ●1号線（首都圏電鉄1号線）
    - ●2号線
    - ●3号線（首都圏電鉄3号線）
    - ●4号線（首都圏電鉄4号線）
    - ●9号線（新論峴駅 - 中央報勲病院駅間）

  - （旧：ソウル特別市都市鉄道公社）
    - ●5号線
    - ●6号線
    - ●7号線（京畿道議政府市・光明市・富川市・仁川広域市へ乗り入れ）
    - ●8号線（京畿道城南市へ乗り入れ）
- ソウル市メトロ9号線株式会社
  - ●9号線（開花駅 - 新論峴駅間）

上記3事業体によって運営されており、事業者をまたいでの乗り換えで新たに改札を要求されたり、割増運賃を要求されることは一部を除いてない。また、共通してICカード方式のTマネーが用いられるほか、1985年から駅のナンバリングを実施しており非常に利用しやすくなっている。
事業体による主な違いとしては、ソウル交通公社のうち旧ソウルメトロの路線は自動改札にターンバー式を用いているのに対し、旧ソウル特別市都市鉄道公社の路線はバーレス式、韓国鉄道公社はバーレス式とターンバー式を混用している、などが挙げられる。ただし、現在は機器の更新等により、必ずしも当てはまらなくなっている。

### その他の事業者
ソウル特別市を中心とした首都圏では、上記3事業体のほか、以下の民営・半民営鉄道（日本で言う第3セクター）によって地下鉄・都市鉄道が運営されている。
- ●仁川国際空港鉄道 (A'REX) - 空港鉄道株式会社。

ソウル駅と仁川国際空港を結ぶ鉄道。料金体制は首都圏統合料金制が適用される一部区間（ソウル - 青羅国際都市間）を除いて別に設定されており、一般列車（各駅停車）と直通列車（優等列車・途中停車駅なし）もそれぞれ別料金である。
- ●新盆唐線 - 新盆唐線株式会社（1期区間）・京畿鉄道株式会社（2期区間）。2011年10月28日部分開業。

ソウル江南地区を経由して龍山駅と南西郊外の城南市を結ぶ計画の鉄道。全線自動運転。韓国で初めての100パーセント民営鉄道として計画された。他路線から乗り継いだ場合や、1期区間と2期区間を跨いで利用した場合は首都圏統合料金制の運賃に加算運賃が適用される。
そのほか地下鉄ではないが「軽電鉄」（日本の新交通システム、LRT、モノレールなどを韓国では全てこう呼ぶ）として北西部の議政府市で議政府軽電鉄、南西部では龍仁市で龍仁軽電鉄が開業し、その他各地で軽電鉄の建設計画がある。

## 仁川広域市の地下鉄
仁川交通公社（旧仁川メトロ）によって運営されている。2号線は無人運転の新交通システムである。
- ●仁川都市鉄道1号線
- ●仁川都市鉄道2号線

ソウル特別市の地下鉄と広域電鉄を形成しているため、運賃体系などはすべてソウルのものと一体化されている。その関係でソウルと仁川の地下鉄をまとめて「広域電鉄」または「電鉄」と呼ぶのが一般的である。

## 釜山広域市の地下鉄
釜山交通公社によって運営されている。2号線は慶尚南道梁山市へ乗り入れている。4号線は新交通システム（軽電鉄）方式である。
- ●釜山都市鉄道1号線
- ●釜山都市鉄道2号線
- ●釜山都市鉄道3号線
- ●釜山都市鉄道4号線

そのほか、新交通システムの釜山-金海軽電鉄が運行されている。

## 大邱広域市の地下鉄
大邱交通公社によって運営されている。
- ●大邱都市鉄道1号線
- ●大邱都市鉄道2号線

大邱交通公社ではこのほかに●3号線も運営しているが、3号線は全区間地上のモノレール路線であり、地下鉄ではない。

## 光州広域市の地下鉄
光州交通公社によって運営されている。
- ●光州都市鉄道1号線

## 大田広域市の地下鉄
大田交通公社によって運営されている。
- ●大田都市鉄道1号線

## その他
韓国では、地下鉄は重要施設と扱われているため、構内での撮影は原則として許可が必要とされる。ただし、近年は非営利目的であれば撮影が黙認されている場合も多い。